# Pero curuma
Pero curuma är en fjärilsart som beskrevs av William Schaus 1901. Pero curuma ingår i släktet Pero och familjen mätare. Inga underarter finns listade i Catalogue of Life.